# Football Club Halifax Town
« Halifax Town » redirige ici. Pour le club du même nom qui a disparu en 2008, voir Halifax Town Association Football Club.
« The Shaymen » redirige ici. Ne pas confondre avec The Shamen.
Maillots
Actualités
Le FC Halifax Town est un club anglais de football fondé en 2008 basé à Halifax, dans le Yorkshire de l'Ouest, en Angleterre. Le club évolue actuellement en National League (cinquième division anglaise) et joue ses matchs à domicile à The Shay. Il remplace le club d'Halifax Town AFC, dissous en 2008.

## Histoire

### Formation
D'énormes dettes fiscales ont enterré l'Halifax Town AFC après presque 100 ans d'existence. Les nouveaux chiffres présentés lors d'une nouvelle réunion des créanciers en mai 2008 ont montré que les Shaymen à court d'argent devaient plus de 800 000 £ aux Recettes et Douanes de Sa Majesté. La douane a refusé tout accord, ce qui a mis fin aux activités du club, qui était déjà dans le rouge avec plus de 2 000 000 £. Les administrateurs ont essayé de négocier un plan de sauvetage, mais après cinq heures de discussions, la liquidation est devenue presque inévitable, a déclaré l'administrateur Rob Sadler : « Halifax Town va probablement périr. » On pensait à l'origine que le club devait environ 500 000 £, ce qui aurait pu laisser une marge de manœuvre pour un accord. Mais la nouvelle c'est qu'il devait 814 000 £ signifiant que même si tous les autres créanciers avaient accepté l'offre de 2,5 pence sur la livre initialement proposée, cela n'aurait pas suffi.
Lors d'une réunion de la Fédération anglaise de football, consacrée à la composition de la pyramide pour la saison 2008-2009, le FC Halifax Town n'a été placé ni dans la Conference Premier, ni dans la Conference North, ni dans la Northern Premier League Premier Division. Halifax a fait appel de la décision de les retirer de la Football Conference. Bien que l'appel ait été rejeté le 11 juin, l'espoir était que Halifax puisse jouer en NPL Premier Division. Cela ne s'est pas concrétisé, et finalement la ville de Halifax a été acceptée pour jouer dans la Northern Premier League Division One North lors de la nouvelle saison sous le nouveau nom de FC Halifax Town.

### 2008-2009
Le premier match du club sous le nouveau nom de FC Halifax Town a été un match amical contre le Tamworth le 19 juillet 2008. Le match ne devait cependant pas se terminer comme dans un conte de fées et s'est soldé par une défaite 2-0. La première victoire du club a eu lieu contre Alsager Town (en) le 26 juillet 2008 sur le score de 2-0. Colin Hunter a marqué le premier but du club après six minutes. Leur premier match de Northern Premier League Division One North, s'est déroulé à The Shay contre Bamber Bridge (en) le 16 août 2008, mais le match s'est soldé par une défaite 3-0 pour les Shaymen.
Le club a connu un mauvais départ, bien qu'il ait enregistré sa première victoire en compétition lors du match suivant. Cependant, une victoire 7-1 à domicile contre Salford City fin septembre a semblé inverser la tendance pour Town. Les Shaymen ont effectué une série de 8 matches sans défaite, dont 7 victoires, et se sont hissés au sommet du classement. La série s'est finalement terminée contre Rossendale United (en), qui a fait le doublé en championnat contre Halifax et a terminé la saison en bas du tableau.
Malgré cette défaite, Halifax est resté en tête et d'autres bons résultats, notamment des victoires 5-1 et 4-1 contre Garforth Town (en) et Wakefield (en) respectivement, ont maintenu leurs espoirs de promotion. Cependant, après le match de Wakefield, Halifax ne remporte que 2 de ses 14 derniers matchs de ligue, les victoires venant contre Harrogate Railway Athletic (en) et Clitheroe (en), toutes deux 2-1. Cette mauvaise performance a conduit au licenciement de l'entraîneur Jim Vince, et le joueur senior Nigel Jemson a pris la place de l'entraîneur pour le reste de la saison. Les places de la promotion direct étaient certainement hors de portée d'Halifax à l'approche des 5 derniers matchs, mais le club devait remporter au moins 3 de ces 5 derniers matchs pour avoir une chance d'atteindre les play-offs. Le club n'a pu obtenir que deux nuls et une mauvaise fin de saison leur a donc coûté cher, et on dû se contenter d'une 8e place.

### 2009-2010
Avec le nouvel entraîneur Neil Aspin qui prend la barre à l'approche de la fermeture de la saison, la ville de Halifax a pris un bien meilleur départ. Les résultats prometteurs des matchs amicaux de pré-saison ont été consolidés après avoir battu Colwyn Bay (en) 3-0 sur leur propre terrain lors du premier match de la saison. Les résultats ont continué à être impressionnants, notamment en septembre, avec une victoire à chaque match et un seul but encaissé. Ils ont notamment remporté une victoire 2-0 à l'extérieur contre l'équipe de Droylsden de Conference North, qui a été promue, avant de s'incliner à domicile face à Wrexham lors du quatrième tour de qualification, devant une équipe de Halifax Town qui détenait alors un record de 2 843 spectateurs. En outre, le gardien de but de premier choix Jonathan Hedge a été appelé en équipe d'Angleterre C. La série de gloire de Halifax s'est un peu essoufflée après sa défaite 1-0 à l'extérieur contre les Prescot Cables (en) lors du seul match de la saison où ils n'ont pas réussi à marquer.
Halifax n'a pas réussi à enregistrer un match pendant plus d'un mois en raison du mauvais temps de l'hiver, et Lancaster City (en) a dominé la course à la promotion pendant un certain temps. Cependant, Halifax a continué à obtenir des résultats impressionnants et, dans un calendrier très chargé, a battu Ossett Albion (en) 5-0, et Harrogate Railway Athletic (en), Prescot Cables (en) et Colwyn Bay (en) 3-0 chacun, entre autres résultats. Un moment décisif est venu contre Garforth Town (en) à l'extérieur, lorsque, après l'expulsion d'un remplaçant de Garforth, Halifax est revenu après avoir été menée 3-1 pour s'imposer 3-4 dans les derniers instants du match.
Le samedi 10 avril suivant, Halifax a affronté Lancaster City (en) à domicile et l'a battu 4-0 devant un nouveau record de 3 152 spectateurs. Ce résultat a permis à Halifax de prendre des points sur Lancaster pour la première fois depuis le début de la saison. Les Shaymen ont suivi cet excellent résultat le lundi 13 avril en battant 5-0 Curzon Ashton (en), 3e à l'extérieur. Ils ont conservé la première place jusqu'à la fin de la saison, devenant ainsi les champions de la Northern Premier League Division One North avec 100 points. Le titre a été scellé par un match nul 2-2 à domicile contre Clitheroe (en), après avoir battu Ossett Albion (en) 4-2 à l'extérieur le samedi précédent devant plus de 1 000 supporters en déplacement.

### 2010-2011
Halifax commence en Northern Premier League en faisant de nombreuses signatures, notamment l'ancien capitaine de Bradford City Mark Bower de Darlington et l'attaquant Jamie Vardy de Stocksbridge Park Steels (en), un joueur qui remportera le titre de Premier League six ans plus tard avec Leicester City.
Les Shaymen commence la saison comme ils l'auraient voulu, en remportant leur premier match à ce niveau 2-1 contre Buxton (en) à domicile, mais des nuls contre Frickley Athletic (en) et Colwyn Bay (en) ainsi qu'une défaite contre un autre promu, Chasetown (en), laisse le club en 13e position. Cependant, les choses se sont améliorées : Halifax Town reste invaincu lors des douze journées suivantes, en réalisant une remarquable série de onze victoires, ce qui a permis aux Shaymen d'avoir six points d'avance sur leur principal adversaire, Colwyn Bay (en), et avec deux matchs joués de moins qu'eux. Dans le cadre de cette série d'invincibilité, Halifax a également accueilli Mansfield Town, l'équipe de Conference Premier, lors du quatrième tour de qualification de la FA Cup, bien que, comme la saison précédente, elle ait subi une courte défaite.
Une défaite surprise à domicile contre North Ferriby United (en) n'est qu'un résultat anormal dans la campagne de championnat. Le jour de l'an 2011, Halifax accueille le FC United of Manchester à The Shay avec une affluence de 4 023 spectateurs, une affluence qui détenait à l'époque le record de spectateurs pour un match de Northern Premier League. Halifax s'est imposé 4-1 après avoir été mené à la mi-temps, grâce à des buts de Mark Bower, Greg Maguire qui a marqué et délivré une passe décisive à Adam Morning en 5 minutes ; ils avaient battu les Red Rebels trois semaines auparavant à Gigg Lane lors du match retour. La victoire à Northwich Victoria et la victoire écrasante 8-1 à domicile contre Ossett Town (en) à la mi-janvier, la plus grande victoire jamais enregistrée par le FC Halifax Town, ont permis de régler des problèmes mineurs après la défaite 2-1 contre Colwyn Bay, un club en plein essor, et les Shaymen ont continué à gagner des matches à volonté malgré un contretemps étrange.
Halifax a remporté un match incroyable contre Chasetown fin mars, quatre des cinq buts de la victoire 3-2 étant intervenus très tard après que Halifax Town ait été mené. Halifax a l'occasion de remporter le championnat à domicile contre Matlock Town (en), mais un penalty tardif pour les visiteurs a obligé Halifax à attendre. Ils remportent finalement le titre après une victoire 2-0 à Retford United (en) et obtiennent une promotion directe en Conférence North. Il s'agit de leur deuxième titre de champion en autant de saisons.

## Palmarès
| Compétitions nationales | Compétitions régionales                                |
| - National League North (2) : - Play-off : 2012-2013, 2016-2017 - FA Trophy (2) : - Vainqueur : 2015-2016, 2022-2023 - Northern Premier League Premier Division (D7) : - Champion : 2010-2011 - Northern Premier League One North (D8) : - Champion : 2009-2010 | - West Riding County Cup (1) : - Vainqueur : 2012-2013 |